# Cyclothème

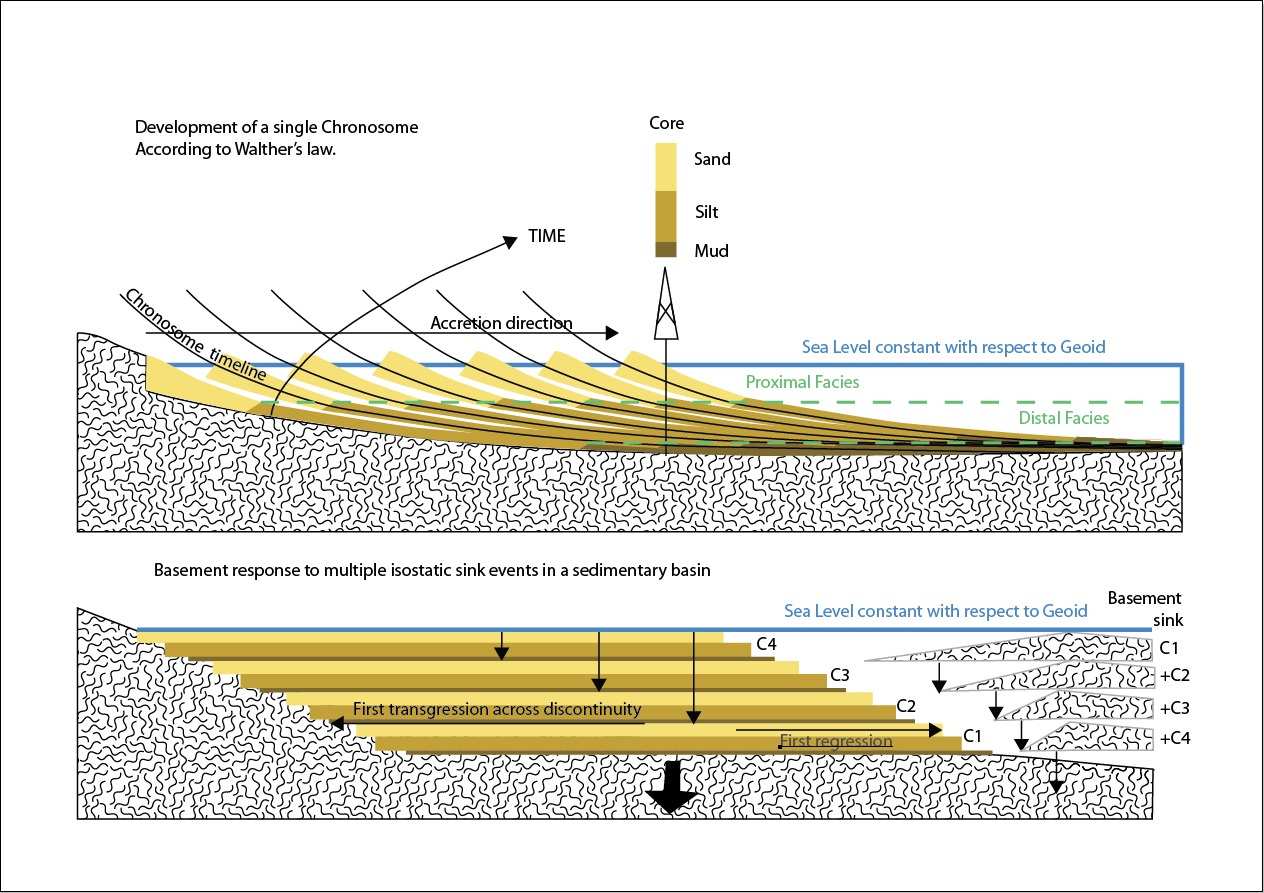
La figure du haut montre un chronosome unique s'accrétant vers l'eau libre en tant que cyclothème unique. La figure du bas montre l'accrétion de quatre chronosomes en répétition cyclique sous un niveau de mer fixe.

En géologie, le terme cyclothème désigne les strates géologiques déposées durant un cycle sédimentaire. Chaque cyclothème est séparé des autres par une discontinuité stratigraphique.

## Historiographie et étymologie

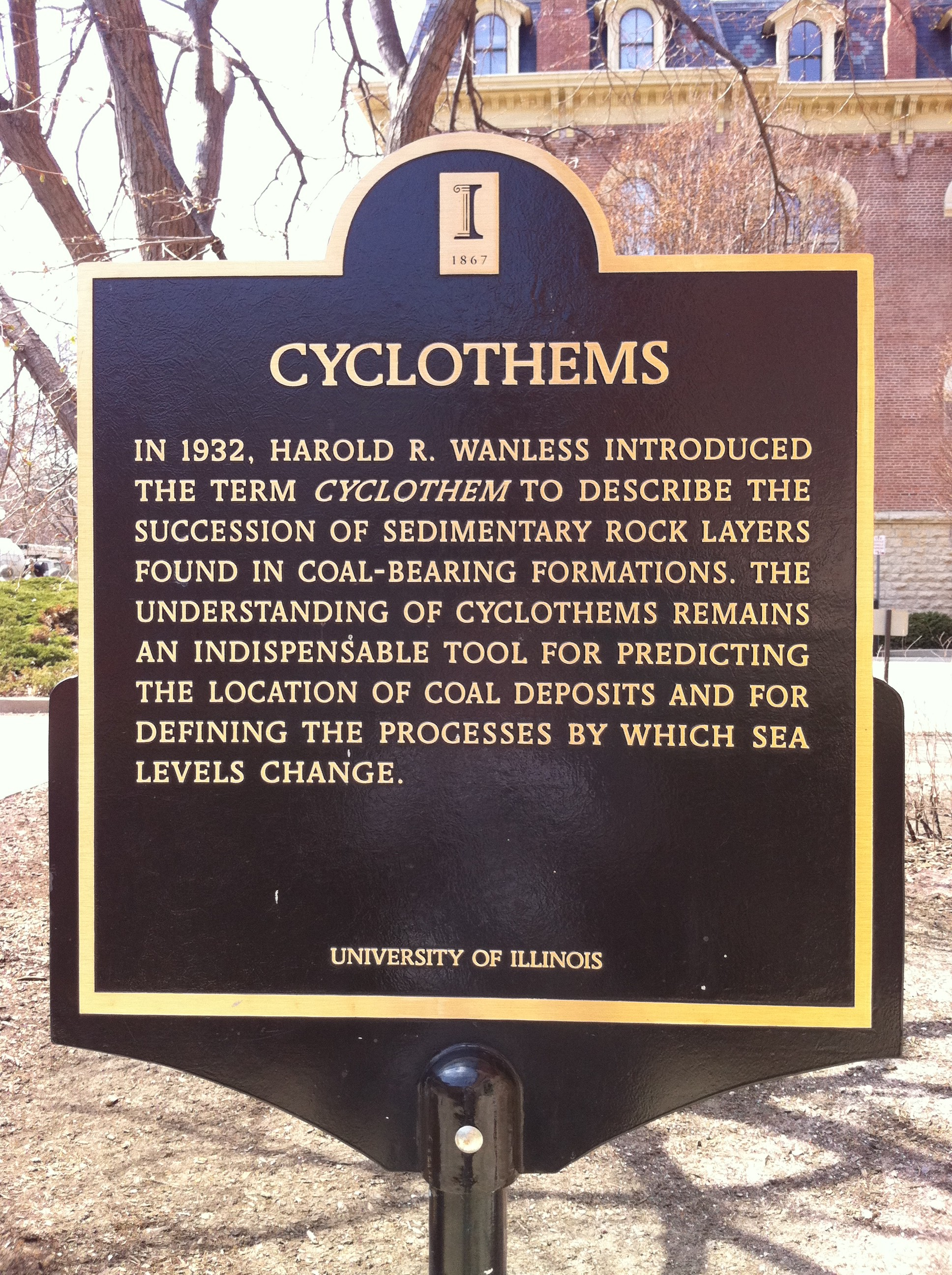
Panneau commémoratif de l'invention du concept de cylothème par Harold R. Wanless en 1932.

Le terme anglais cyclothem est inventé par le géologue Harold R. Wanless en 1932. Historiquement, les cyclothèmes ont d'abord été étudiés dans les veines houillères. À la fin du vingtième siècle, le terme cyclothème est parfois encore compris uniquement dans son acception houillère, et parfois traduit comme « séquence à charbon ».

## Définition
Le cyclothème est défini comme une série de sédiments de faible épaisseur, étagés en couches superposées de composition différente de manière régulière, qui sont liés à des micro-cycles de sédimentation,.

## Formation et caractéristiques
L'épaisseur de chaque cyclothème est très variable et est conditionnée par la variabilité de la sédimentation, ainsi que par l'érosion qui s'effectue dans la partie supérieure de chaque cyclothème lors de la création du dépôt supérieur. Une discontinuité érosive sépare chaque cyclothème de son prédécesseur situé en-dessous et de son successeur qui le surplombe.